# Микеладзе, Нина Михайловна
Нина Михайловна Микела́дзе (урождённая Бондырева; 1905—1977) — советский театральный режиссёр и педагог. Лауреат Сталинской премии (1947).

## Биография
Родилась в 1905 году. Преподаватель ЛГИТМиК. Доцент. Среди выпускников И. Б. Дмитриев, В. И. Мойковский и др.) Режиссёр ЛГТ имени Ленинского комсомола.
Умерла в 1977 году.
Похоронена в Ленинграде на Серафимовском кладбище.

## Награды и премии
- Сталинская премия в области литературы и искусства (1947) — за постановку спектакля «Сказка о правде» М. И. Алигер на сцене ЛГТ имени Ленинского комсомола